# Photopléthysmographe vaginal
Un photopléthysmographe vaginal (VPG) est un appareil de mesure de la vasocongestion vaginale. Cet appareil, en acrylique transparent, de la taille et de la forme d'un tampon hygiénique contient une source lumineuse et un détecteur de lumière. La source lumineuse éclaire les capillaires de la paroi vaginale et le sang circulant à l'intérieur. Alors que la quantité de sang dans le tissu vaginal augmente, plus de lumière est captée par le récepteur de l'appareil. Le VPG est le moyen le plus simple d'évaluer le flux sanguin dans le vagin et il est beaucoup utilisé pour mesurer l'excitation sexuelle chez les femmes. Cependant un débat existe concernant la fiabilité de cette technique.

## Développement
Le VPG a pour la première fois été utilisé par Palti et Berovici en 1967 ; ils ont fixé une source lumineuse et une cellule photosensible à un spéculum. Sintchak et Geer ont amélioré en 1975 le dispositif en utilisant une sonde vaginale.

## Problèmes
Il y a une faible corrélation globale (r = 0.26) entre le niveau d'excitation annoncé par les femmes et les mesures du VPG suggérant que le flux sanguin vaginal n'est pas un indicateur fiable de l'excitation féminine et qu'une meilleure méthode de mesure est nécessaire. La pléthysmographie pénienne (en) a une meilleure corrélation entre les mesures et l'excitation déclarée par les hommes l'utilisant. Une technique avec une meilleure corrélation est l'imagerie laser Doppler du flux sanguin génital.
Le VPG a été conçu pour être facilement inséré par les participantes à la recherche ; cependant certaines femmes perçoivent l'insertion de la sonde comme invasive.
Des recherches antérieures suggèrent que des études utilisant le VPG utilisent des petits échantillons non représentatifs. Cependant des évaluations plus récentes concernant la participation de femmes à la recherche psychophysiologique sexuelle en utilisant un VPG n'a trouvé aucune preuve d'échantillon biaisé.